# Rovte (gmina Logatec)
Rovte – wieś w Słowenii, w gminie Logatec. W 2018 roku liczyła 951 mieszkańców.